# Antigo Templo de Atenas

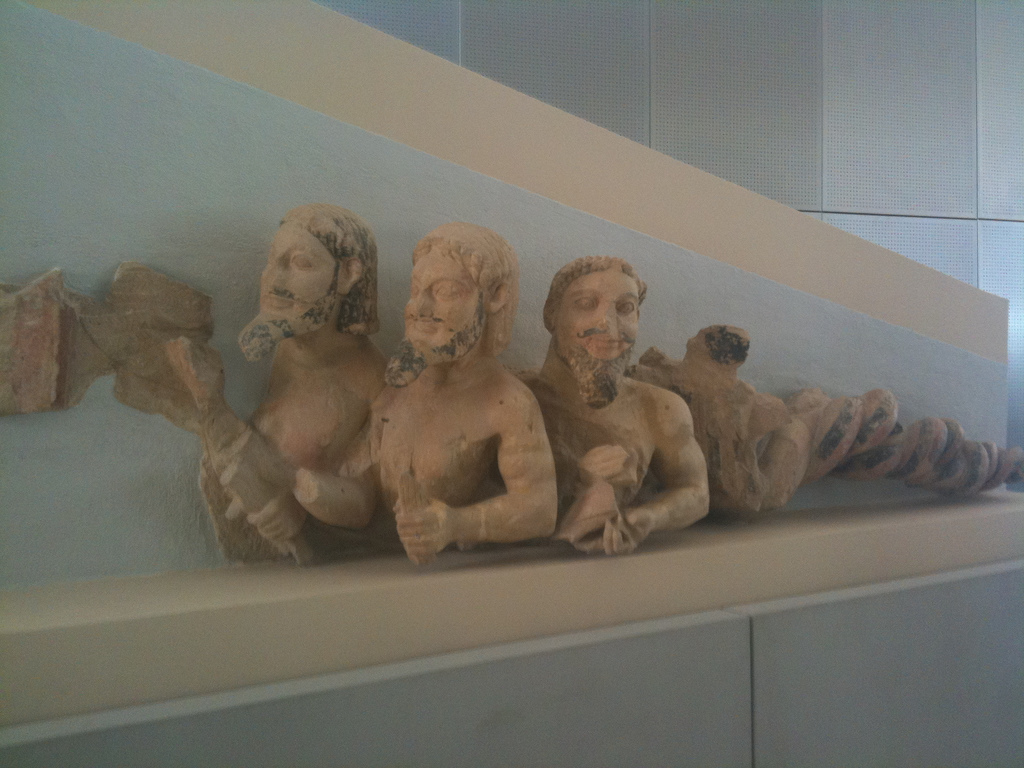
Reconstrução do frontão oeste do templo.

Antigo Templo de Atenas era um templo grego do Período Arcaico localizado na Acrópole de Atenas, entre o antigo Partenon e o Erecteion, construído em torno de 525-500 a.C. Até a sua destruição pelos persas em 480 aC, foi o santuário de Atena Polias, a divindade patronal da cidade de Atenas. Estava localizado no centro do platô da Acrópole, provavelmente sobre os restos de um palácio micênico. O complexo às vezes é descrito pelo nome "fundações de Dörpfeld", em honra ao arqueólogo que encontrou a localização do templo. Era referido como "Archaios Neos" (templo antigo) pelos gregos.